# Mygalopsis ferruginea
Mygalopsis ferruginea är en insektsart som beskrevs av Ludwig Redtenbacher 1891. Mygalopsis ferruginea ingår i släktet Mygalopsis och familjen vårtbitare. Inga underarter finns listade i Catalogue of Life.